# Rhabdops
Rhabdops is een geslacht van slangen uit de familie toornslangachtigen en de onderfamilie waterslangen (Natricinae).

## Naam en indeling
De wetenschappelijke naam van de groep werd voor het eerst voorgesteld door George Albert Boulenger in 1893. Er zijn twee soorten, inclusief de pas in 2017 beschreven soort Rhabdops aquaticus.

### Soorten
Het geslacht omvat de volgende soorten, met de auteur en het verspreidingsgebied.
| Naam               | Auteur                              | Verspreidingsgebied            |
| ------------------ | ----------------------------------- | ------------------------------ |
| Rhabdops aquaticus | Giri, Deepak, Captain & Gower, 2017 | India (Maharashtra, Karnataka) |
| Rhabdops olivaceus | Beddome, 1863                       | India (Karnataka)              |

## Verspreiding en habitat
De soorten komen voor in delen van Azië en leven endemisch in India. De habitat bestaat uit vochtige tropische en subtropische bossen, zowel in laaglanden als in bergstreken.

## Beschermingsstatus
Door de internationale natuurbeschermingsorganisatie IUCN is aan beide soorten een beschermingsstatus toegewezen. De slangen worden beschouwd als 'veilig' (Least Concern of LC).